# Tierps kyrka
Tierps kyrka är en kyrkobyggnad i Tierps kyrkby i Uppsala stift. Den är församlingskyrka i Tierp-Söderfors församling. Kyrkan är en av Upplands största landsortskyrkor och pastoratet var under medeltiden ett av ärkestiftets förnämsta.[källa behövs]

## Kyrkobyggnaden
Kyrkan byggdes omkring år 1300 av gråsten och tegel. Vid korets norra sida finns sakristian som kan vara äldre än övriga kyrkan. Kyrkans fyra hörn har strävpelare som kröns med spiror. Från början hade kyrkorummets innertak tunnvalv av trä som på 1400-talet ersattes med tegelvalv. Omkring år 1470 tillkom kalkmålningar utförda av den okände Tierpsmästaren.
Intill kyrkan finns två runstenar (U 1143 och U 1144) varav U 1143 en är en så kallad Ingvarssten.
Vid en renovering i mitten av 1900-talet upptäcktes att delar av kyrkobyggnaden behövde stöd för väggarna, varvid man monterade spännband i byggnaden. Vid en större renovering 2010-2011 upptäckte man sprickor i koret och för att följa situationen monterades fasta mätpunkter. År 2015 konstaterades att vissa sprickor vidgats, varvid mätningarna utökades.

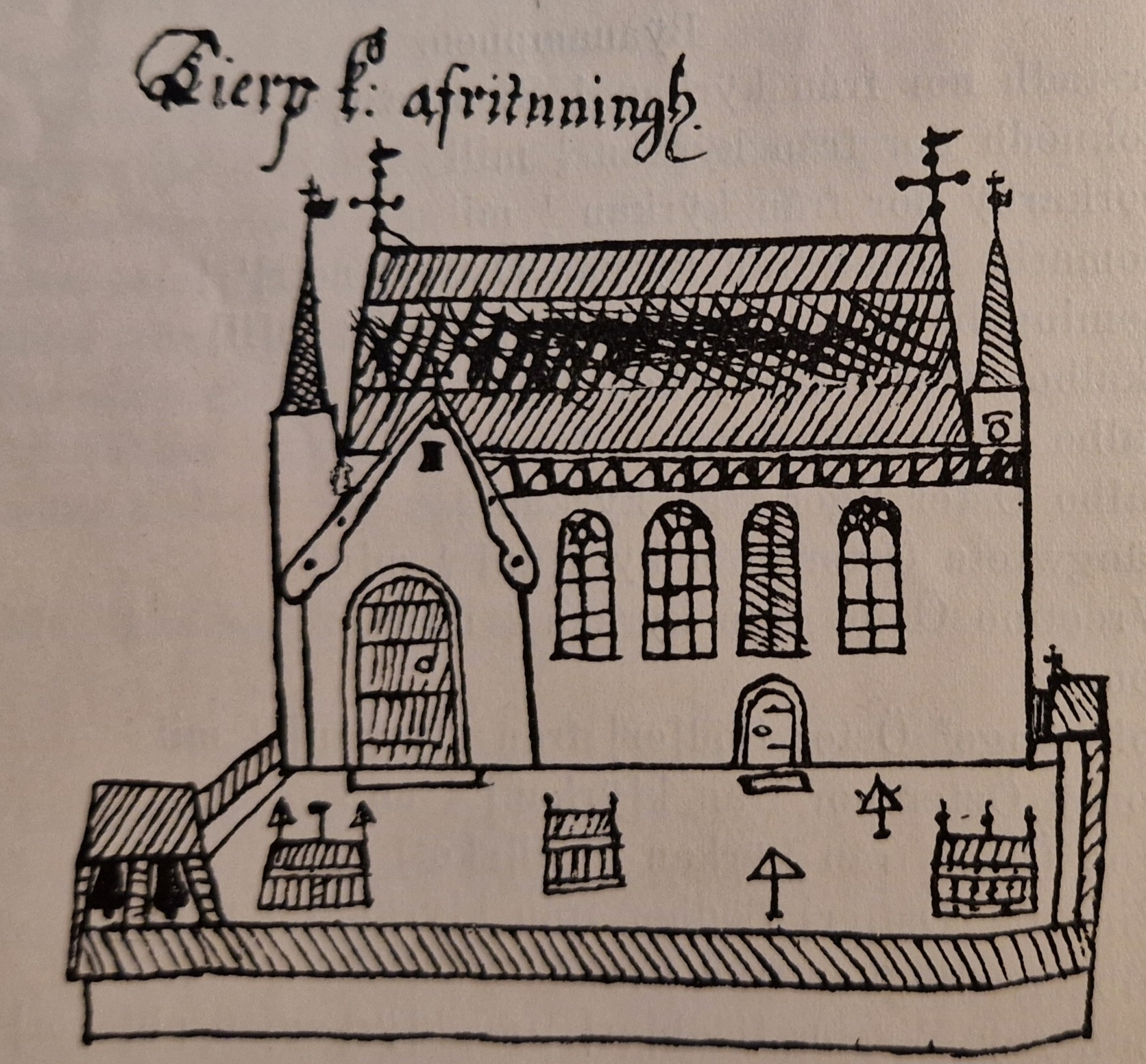
Tierps kyrka avritad av Johannes Haquini Rhezelius, 1638.

## Inventarier
- I korets norra vägg hänger ett triumfkrucifix från senare delen av 1200-talet.
- Den medeltida dopfunten av kalksten är sannolikt från senare delen av 1400-talet.
- Predikstolen i gustaviansk stil invigdes 1781.

### Orgel
- Omkring 1650 byggde Nils Bruse en orgel med 7 stämmor. Orgeln såldes 1745 till Åkerby kyrka.
- 1747 byggde Olof Hedlund, Stockholm en orgel med 14 stämmor. Orgeln stod långt fram i kyrkan. 1768 flyttades orgeln till västra delen i kyrkan av Carl Wåhlström.[2] Den renoverades 1857 av Anders Vilhelm Lindgren, Stockholm.

| Manual         | Pedal               |
| Kvintadena 16' | Subbas 16'          |
| Principal 8'   | Principal 8'        |
| Gedackt 8'     | Oktava 4'           |
| Oktava 4'      | Raskvintmixtur IIII |
| Gedackt 4'     | Basun 16'           |
| Kvinta 3'      |                     |
| Oktava 2'      |                     |
| Mixtur IIII    |                     |
| Trumpet 8'     |                     |
| Tremulant      |                     |

- 1915 byggde E H Eriksson, Gävle en orgel med 24 stämmor, två manualer och pedal. Den disponerades om 1938 av Bo Wedrup, Uppsala.
- Den nuvarande orgeln är byggd 1967-1968 av Åkerman & Lunds Nya Orgelfabrik AB, Knivsta och är en mekanisk orgel med slejflådor. Den har ett tonomfång på 56/30. Fasaden med ljudande fasadpipor är från 1747 års orgel.

| Huvudverk I     | Bröstverk II      | Pedal        | Koppel |
| Principal 8´    | Rörflöjt 8´       | Subbas 16´   | I/P    |
| Gedackt 8´      | Principal 4´      | Principal 8´ | II/P   |
| Oktava 4'       | Spetsflöjt 4'     | Gedackt 8'   | II/I   |
| Rörflöjt 4'     | Waldflöjt 2'      | Nachthorn 2' |        |
| Gemshorn 2'     | Nasat 1 1/3'      | Fagott 16'   |        |
| Sesquialtera II | Scharf IV 1'      | Regal 4'     |        |
| Mixtur V 1 1/3' | Dulcian 16'       |              |        |
| Trumpet 8'      | Krumhorn 8'       |              |        |
|                 | Tremulant         |              |        |
|                 | Crescendosvällare |              |        |

- Den nuvarande kororgeln är byggd 1980-1981 av Robert Gustavsson Orgelbyggeri AB, Härnösand och är en mekanisk orgel med slejflådor. Den har ett tonomfång på 54/30.

| Huvudverk I   | Bröstverk II      | Pedal         | Koppel |
| Blockflöjt 8´ | Trägedackt 8´     | Subbas 16´    | I/P    |
| Principal 4´  | Kvintadena 4´     | Gedacktbas 8´ | II/P   |
| Nasat 2 2/3'  | Täckflöjt 2'      |               | II/I   |
| Oktava 2'     | Regal 8'          |               |        |
| Ters 1 3/5'   | Crescendosvällare |               |        |
| Oktava 1'     |                   |               |        |